# キム・ジウン (映画監督)
キム・ジウン（김지운、金知雲、1964年5月27日 - ）は、韓国の映画監督、脚本家である。

## キャリア
舞台の監督としてキャリアを始めた。
映画監督となった後は『箪笥』、『甘い人生』で成功を収める。
2010年、チェ・ミンシク、イ・ビョンホン出演のスリラー『悪魔を見た』が公開され 、ワシントンD.C.映画批評家協会賞、ヒューストン映画批評家協会賞、セントルイス映画批評家協会賞などにノミネートされた。
2013年には、アーノルド・シュワルツェネッガーの俳優復帰作で、キムにとって初めてのアメリカ映画となる『ラストスタンド』が公開された。
2018年、フランス共和国芸術文化勲章オフィシエを受章。

## フィルモグラフィ
| 年   | 作品名                                                            | クレジット | クレジット | クレジット |
| 年   | 作品名                                                            | 監督       | 脚本       |            |
| ---- | ----------------------------------------------------------------- | ---------- | ---------- | ---------- |
| 1998 | クワイエット・ファミリー 조용한 가족                              | Yes        | Yes        |            |
| 2000 | 反則王 반칙왕                                                     | Yes        | Yes        |            |
| 2000 | 커밍 아웃                                                         | Yes        | Yes        |            |
| 2002 | THREE/臨死「Memories」 Three                                      | Yes        | Yes        |            |
| 2003 | 箪笥 장화, 홍련                                                   | Yes        | Yes        |            |
| 2005 | 甘い人生 달콤한 인생                                              | Yes        | Yes        |            |
| 2008 | グッド・バッド・ウィアード 좋은 놈, 나쁜 놈, 이상한 놈            | Yes        | Yes        |            |
| 2010 | 悪魔を見た 악마를 보았다                                          | Yes        | No         |            |
| 2012 | 人類滅亡計画書 인류멸망보고서 第2話「天上の被造物」 천상의 피조물 | Yes        | No         |            |
| 2013 | ラストスタンド The Last Stand                                     | Yes        | No         |            |
| 2016 | 密偵 밀정                                                         | Yes        | Yes        |            |
| 2018 | 人狼 인랑                                                         | Yes        | No         |            |